# Hội chứng De Quervain
Hội chứng De Quervain là tình trạng viêm của hai gân điều khiển chuyển động của ngón tay cái và vỏ gân của chúng. Điều này dẫn đến đau ở bên ngoài của cổ tay. Đau thường tăng lên khi nắm hoặc xoay cổ tay. Ngón cái cũng có thể khó di chuyển trơn tru. Khởi phát các triệu chứng là dần dần.
Các yếu tố rủi ro bao gồm một số chuyển động lặp đi lặp lại, mang thai, chấn thương và các bệnh thấp khớp. Chẩn đoán thường dựa trên các triệu chứng và khám thực thể. Chẩn đoán khẳng định nếu cơn đau tăng khi cổ tay bị cong vào trong khi một người đang nắm lấy ngón tay cái của họ trong một nắm tay.
Điều trị bao gồm tránh các hoạt động mang lại các triệu chứng, thuốc giảm đau như NSAID và nẹp ngón tay cái. Nếu điều này không hiệu quả bằng cách tiêm steroid hoặc phẫu thuật có thể được khuyến nghị. Tình trạng ảnh hưởng đến khoảng 0,5% nam giới và 1,3% nữ giới. Những người ở độ tuổi trung niên thường bị ảnh hưởng nhất. Nó được mô tả lần đầu tiên vào năm 1895 bởi Fritz de Quervain.

## Dấu hiệu và triệu chứng
Các triệu chứng là đau ở phía xuyên tâm của cổ tay, co thắt, đau, thỉnh thoảng có cảm giác nóng rát ở bàn tay và sưng ở phía ngón tay cái của cổ tay và khó nắm bắt với bên bị ảnh hưởng của bàn tay. Các khởi phát thường là dần dần. Cơn đau trở nên tồi tệ hơn do chuyển động của ngón tay cái và cổ tay, và có thể lan tỏa ra ngón tay cái hoặc cẳng tay.

## Nguyên nhân

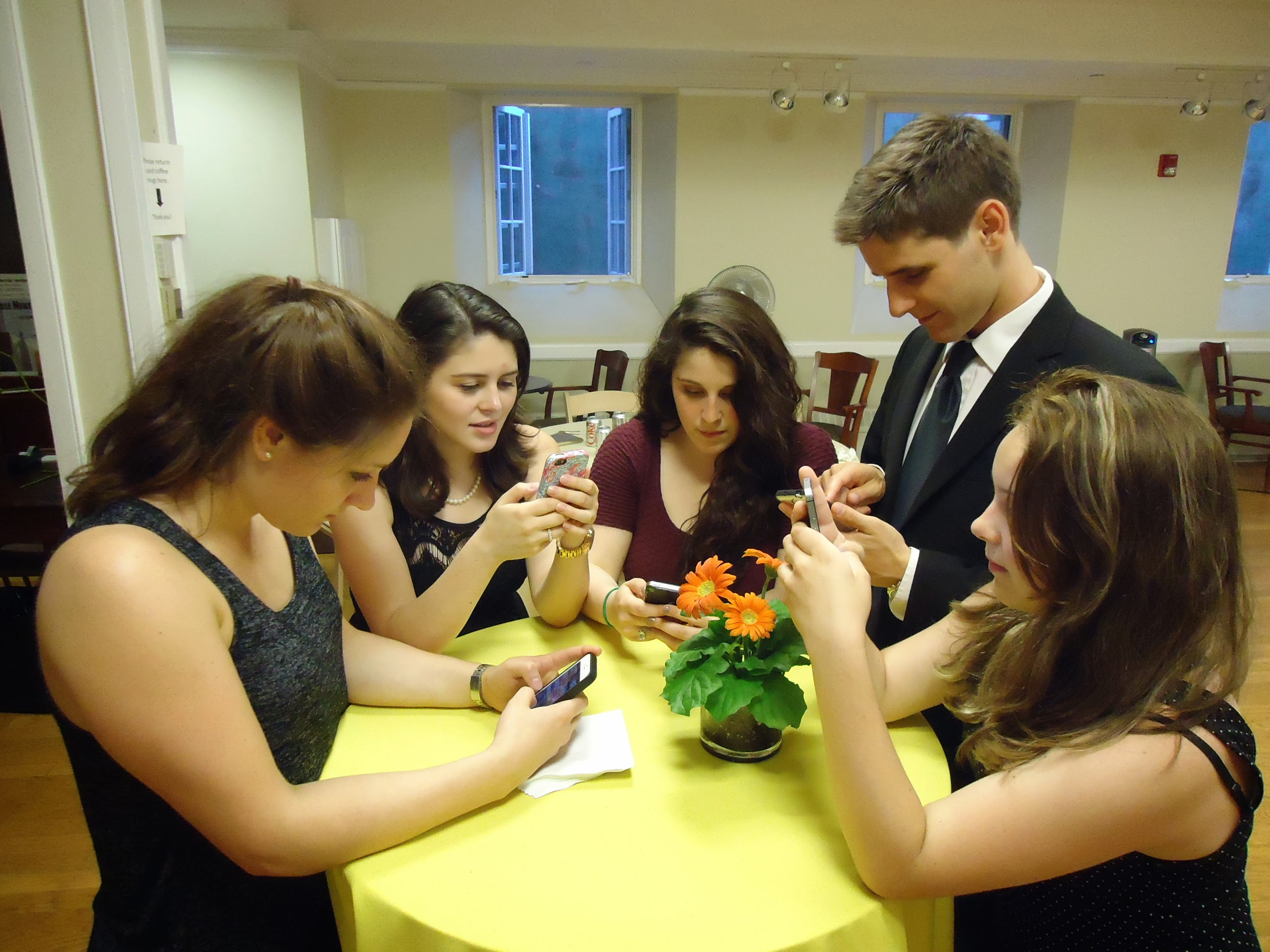
Những người trẻ tuổi sử dụng điện thoại thông minh của họ với ngón tay cái của họ.

Nguyên nhân gây ra bệnh de Quervain không được thiết lập. Bằng chứng liên quan đến mối quan hệ có thể với các yếu tố rủi ro nghề nghiệp được tranh luận. Một đánh giá có hệ thống về các yếu tố rủi ro tiềm tàng được thảo luận trong tài liệu không tìm thấy bất kỳ bằng chứng nào về mối quan hệ nhân quả với các yếu tố nghề nghiệp. Tuy nhiên, các nhà nghiên cứu ở Pháp đã tìm thấy các yếu tố cá nhân và liên quan đến công việc có liên quan đến bệnh de Quervain trong dân số làm việc; uốn cong cổ tay và chuyển động liên quan đến xoắn hoặc lái vít là quan trọng nhất trong các yếu tố liên quan đến công việc. Những người ủng hộ quan điểm cho rằng hội chứng De Quervain là một chấn thương căng thẳng lặp đi lặp lại  coi các tư thế trong đó ngón tay cái bị kéo ra xa và mở rộng là yếu tố ảnh hưởng. Công nhân thực hiện các hoạt động lặp đi lặp lại nhanh chóng liên quan đến chèn ép, nắm, kéo hoặc đẩy được coi là có nguy cơ cao có bệnh này. Các hoạt động cụ thể được coi là yếu tố nguy cơ tiềm ẩn bao gồm sử dụng chuột máy tính chuyên sâu, sử dụng trackball, và đánh máy, cũng như một số trò tiêu khiển, bao gồm bowling, golf, câu cá bay, chơi piano, may và đan.
Phụ nữ bị ảnh hưởng thường xuyên hơn nam giới. Hội chứng thường xảy ra trong và sau khi mang thai. Các yếu tố góp phần có thể bao gồm thay đổi nội tiết tố, giữ nước và nâng vật nặng.